# Frugivoor

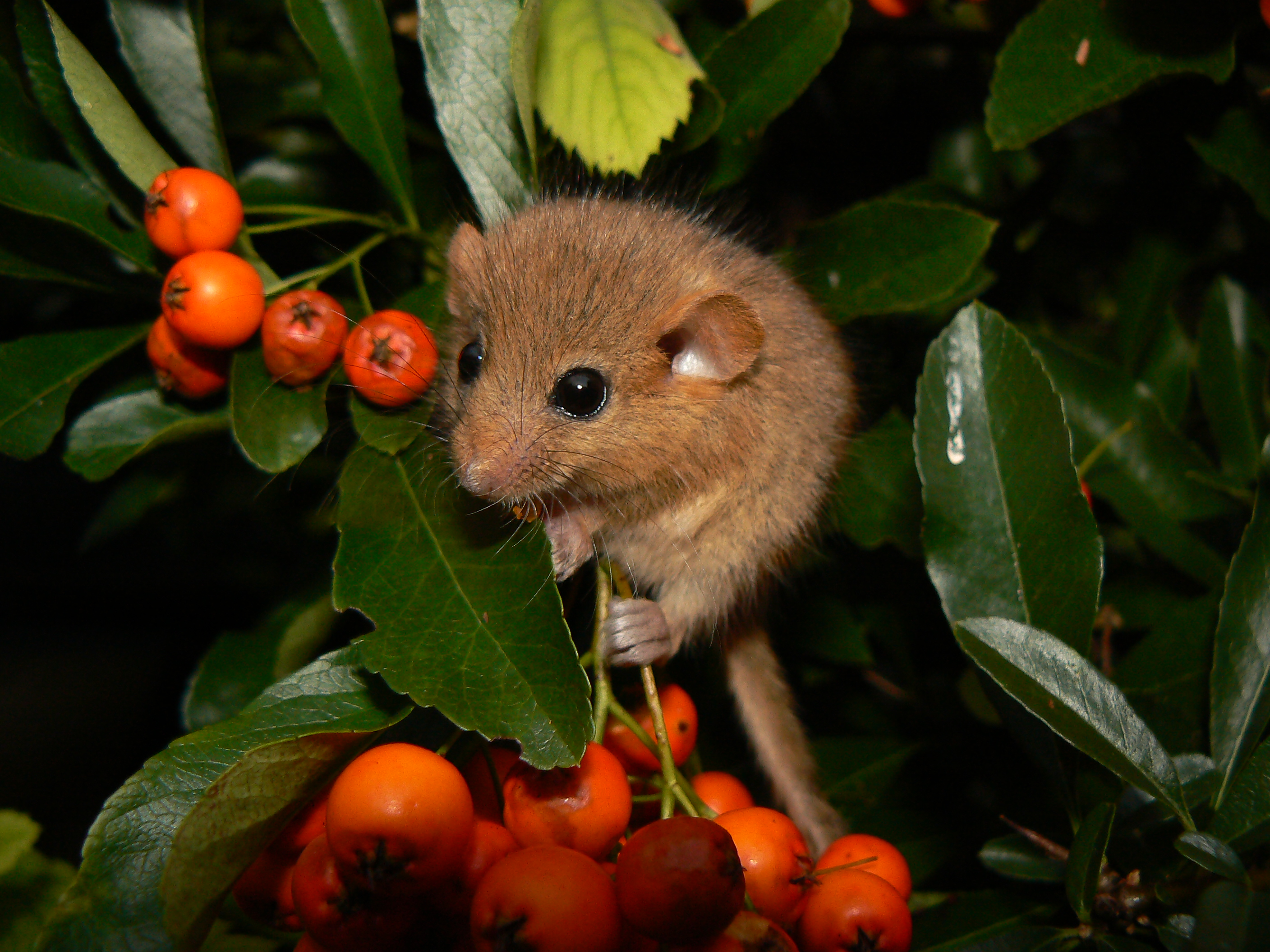
Een hazelmuis (Muscardinus avellanarius) voedt zich met vuurdoornbessen (Pyracantha coccinea)

Een frugivoor of fructivoor is een dier dat voornamelijk vruchten eet. Frugivoren komen veelvuldig voor in gematigde streken, maar aangezien de meeste planten slechts periodiek vruchten dragen in gunstige weersomstandigheden, leven de meeste frugivoren in tropische en subtropische gebieden. Sommigen verteren de zaden samen met het vruchtvlees, maar anderen scheiden de zaden later weer uit en fungeren zo als zaadverspreiders. Deze interactie tussen planten en frugivoren is een veelvoorkomende vorm van mutualisme en veel planten kunnen zich alleen op deze manier vermenigvuldigen.

## Frugivore dieren

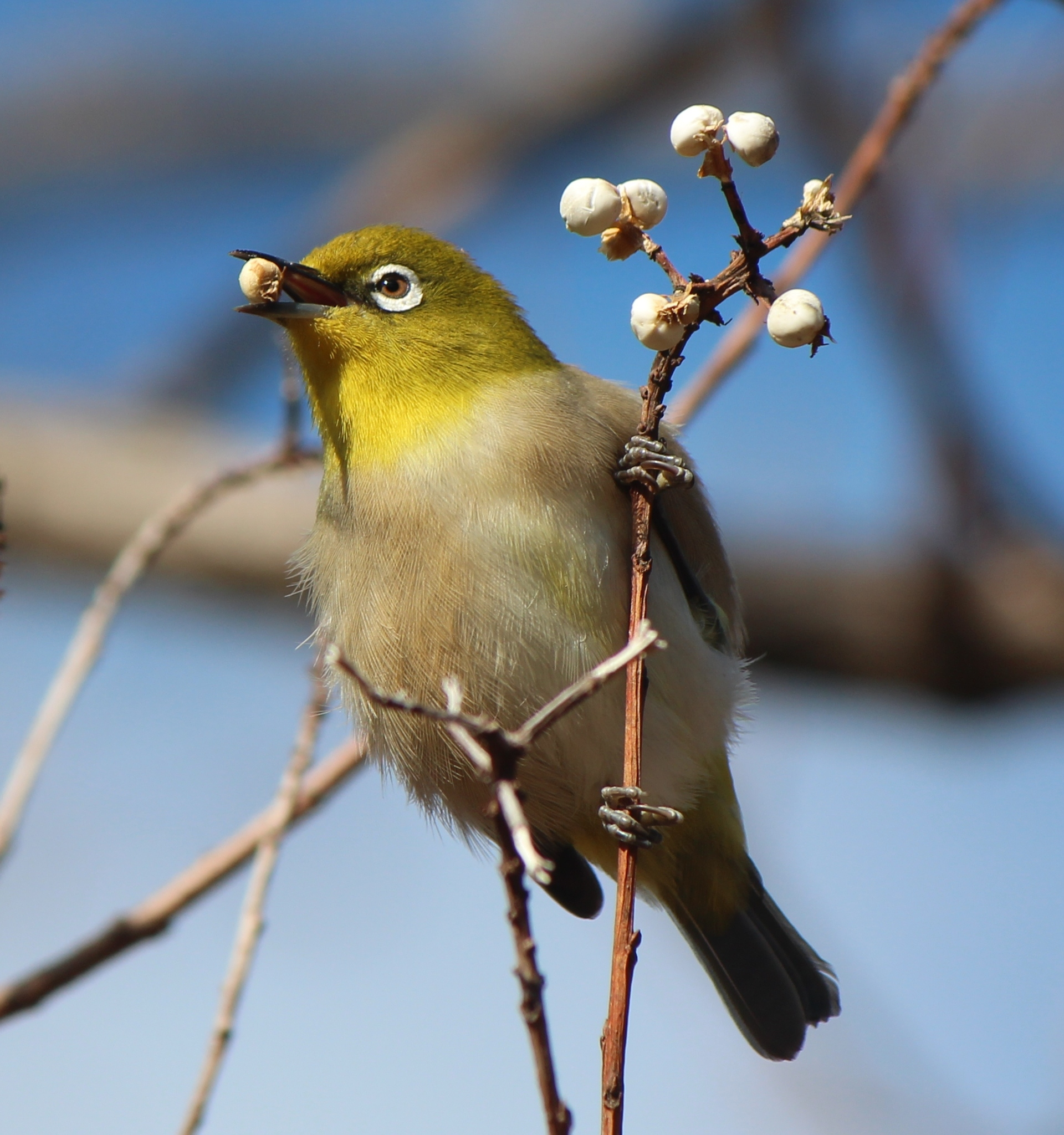
Een Japanse brilvogel (Zosterops japonicus) voedt zich met vruchten van Triadica sebifera

Veel vogels hebben een frugivore eetgewoonte, waaronder toerako's, neushoornvogels, toekans, duiven, papegaaien en een groot aantal zangvogels. Veel van deze vogels zijn omnivoor en eten buiten de broedperiode vrijwel alleen maar vruchten. Pas wanneer zij nestjongen groot brengen, schakelen zij over op een proteïnerijk dieet. In gematigde streken voeden lijsters en andere zangvogels zich in de winterperiode ook met jeneverbessen en andere bittere bessen.
Men schat dat twintig procent van alle herbivore zoogdieren zich voedt met vruchten. Vleerhonden zijn net als vogels in staat om vruchten te bereiken in alle boomlagen. Veel primaten kunnen dit ook. Klauwaapjes, doodshoofdaapjes en muismaki's zijn zo licht dat ze vruchten kunnen bereiken die aan de dunste takken groeien. Andere primaten moeten het vooral van hun behendigheid hebben. Orang-oetans kunnen tot wel tachtig kilo wegen, maar voeden zich voornamelijk met vruchten in de bovenste boomlagen. Ook gibbons, brulapen, spinapen, indri's en vari's zijn typische frugivore primaten.
Vogels, vleerhonden en primaten voeden zich voornamelijk met fruit dat nog aan vruchtbomen hangt. Vruchten die op de grond zijn gevallen vormen een belangrijke voedselbron voor zoogdieren als herten, varkens, pekari's, knaagdieren en enkele roofdiersoorten, waaronder wasberen en de manenwolf. Ook andere diergroepen voeden zich met gevallen fruit, zoals schildpadden, hagedissen, amfibieën, vissen en insecten als kakkerlakken, vliegen en wespen.

## Zaadverspreiding

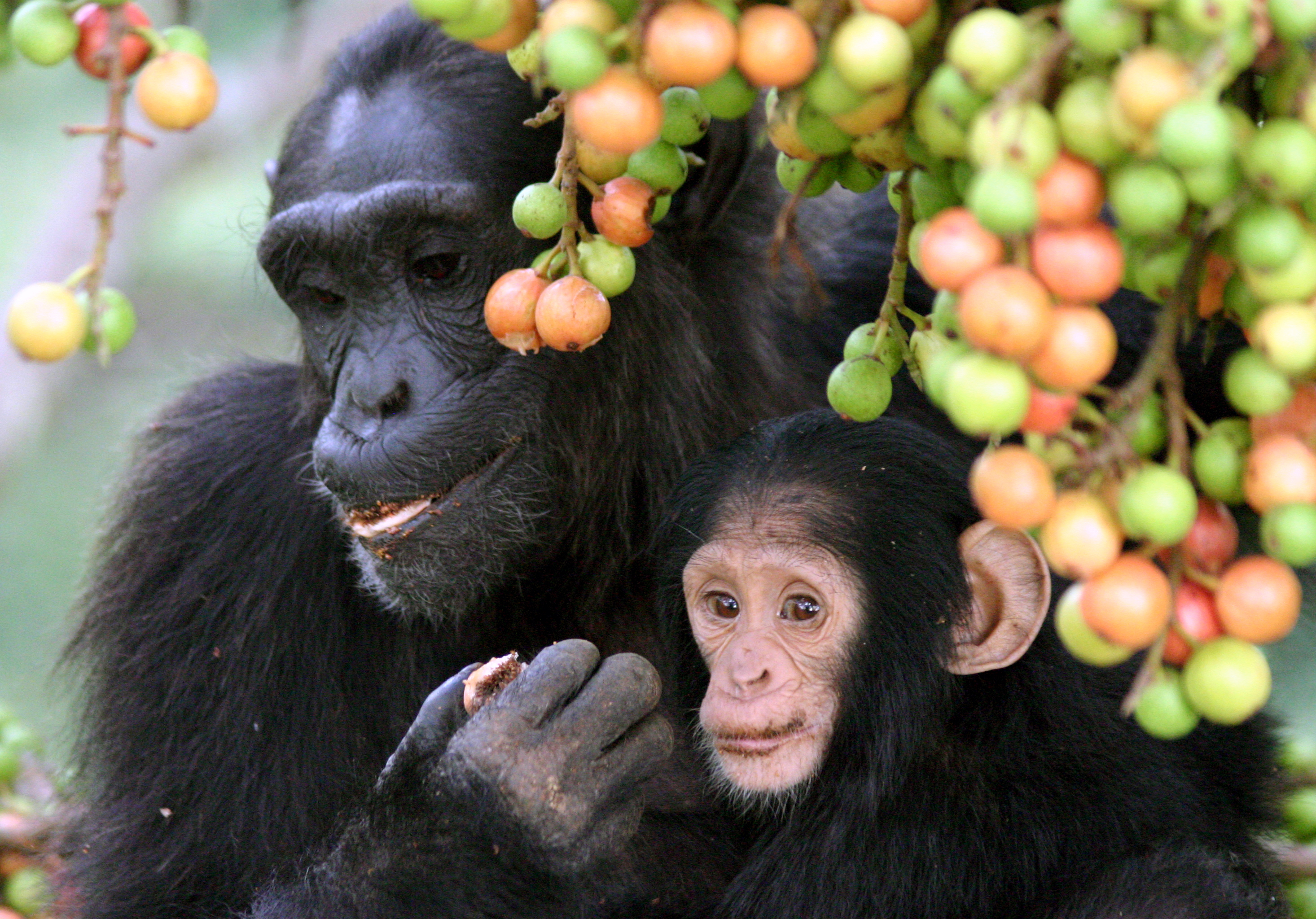
Een wijfjeschimpansee en haar jong voeden zich met vijgen, een vrucht die het hele jaar door beschikbaar blijft.

Zaadverspreiding middels frugivoren is in veel ecosystemen een algemeen fenomeen. Met name vogels en zoogdieren spelen hierin een sleutelrol. Sommige plantensoorten zijn geheel afhankelijk van deze dieren om zich in een gebied te kunnen voortplanten.
Onverteerde zaden van vruchten worden via de ontlasting uitgescheiden, dikwijls op grote afstand van de moederplant. Hierdoor kunnen de zaden zich over een groot gebied verspreiden. Uitwerpselen fungeren daarnaast vaak als meststof voor de kieming van de plant. Veel frugivoren hebben een gespecialiseerd spijsverteringsstelsel dat de zaden intact laat. Sommige vogelsoorten bijvoorbeeld hebben relatief korte darmen, zodat de zaden worden uitgescheiden voordat ze zijn verteerd.
Sommige dieren verspreiden de zaden zonder deze eerst te consumeren. Eekhoorns en notenkrakers bijvoorbeeld leggen een wintervoorraad aan door noten verspreid over hun territorium in de grond te verstoppen. Een aantal noten worden door de dieren niet teruggevonden en kunnen zo op relatief grote afstand van de moederplant ontkiemen.
Dieren worden aangetrokken door vruchten met heldere kleuren en lekkere geuren. Vruchtvlees is vaak rijk aan water en koolhydraten en bevatten weinig proteïnen en vetten. De voedingssamenstelling per vrucht varieert echter sterk per plant, zodat veel dieren er een afwisselend fruitdieet op na houden. De vari bijvoorbeeld voedt zich met gemiddeld tien verschillende vruchtsoorten per dag. Bovendien is de beschikbaarheid van de meeste vruchten sterk afhankelijk van het seizoen, de locatie en de plantensoort. Vijgen en sommige andere fruitbomen produceren het hele jaar door vruchten. Zij fungeren vaak als een trekpleister voor een verscheidenheid aan frugivoren.

## Ongewenste vruchtconsumptie

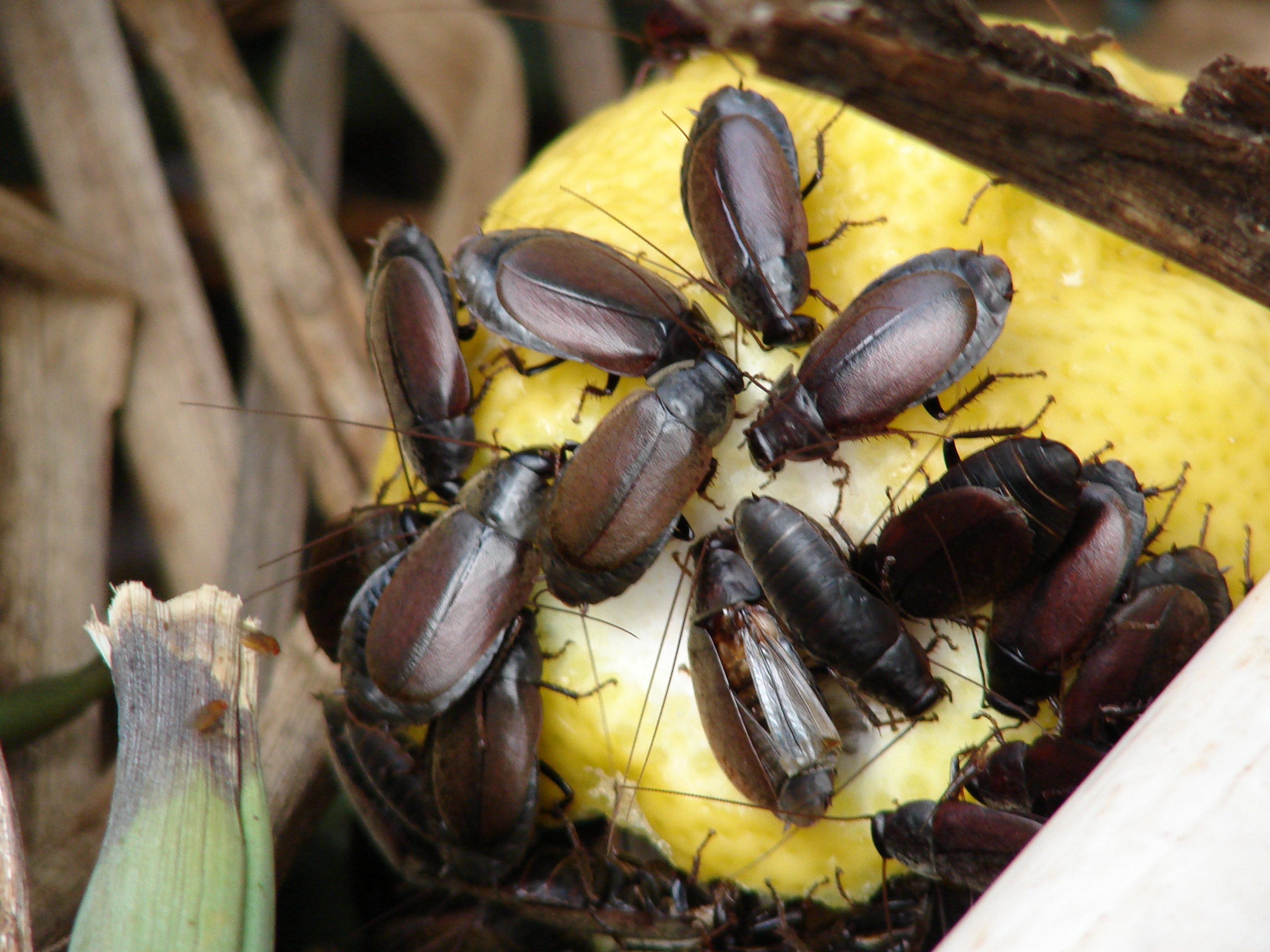
Kakkerlakken zijn frugivoor, maar spelen doorgaans geen rol in de zaadverspreiding

Planten bezitten niet alleen manieren om zaadverspreiders aan te trekken, maar ook defensieve middelen om frugivoren af te schrikken. Pas wanneer het fruit rijp is kunnen de meeste zaden ontkiemen. Onrijpe vruchten zijn daarom vaak onsmakelijk, moeilijk te verteren en onopvallend gekleurd.
Niet alle frugivoren spelen een rol in de zaadverspreiding. Sommige insecten en microben voeden zich met de zaden zelf of eten alleen het vruchtvlees, zodat andere dieren de vrucht links laten liggen. Veel planten maken om hun zaden te beschermen daarom gebruik van giftige secundaire metabolieten, stoffen die niet betrokken zijn bij de ontwikkeling of voortplanting. Planten van het geslacht Capsicum maken bijvoorbeeld capsaïcine aan, een polyfenol dat de scherpe smaak geeft aan spaanse peper en andere rode pepers. De rode bessen van het geslacht Ilex bevatten zaden met grote concentraties oxalonitril, een glycoside dat bijwerkingen heeft als braken, diarree en duizelingen.